# Hermannia lavandulifolia
Hermannia lavandulifolia är en malvaväxtart som beskrevs av Carl von Linné. Hermannia lavandulifolia ingår i släktet Hermannia och familjen malvaväxter. Inga underarter finns listade i Catalogue of Life.